# Flores de Goiás
Flores de Goiás is een gemeente in de Braziliaanse deelstaat Goiás. De gemeente telt 11.483 inwoners (schatting 2009).